# Tédèlou
Le Tédèlou est une rivière du sud-ouest de la France.

## Géographie
De 18,8 km de longueur le Tédèlou prend sa source dans le Lauragais sur la commune de  Calmont sous le nom de Ruisseau de l'Albarède et se jette dans l'Aïse ou Hyse à l'amont de Venerque

## Départements et principales communes traversés
- Haute-Garonne : Calmont - Aignes - Mauvaisin - Auterive - Auragne - Labruyère-Dorsa - Issus - Grépiac - Venerque

## Principaux affluents
- le ruisseau des barthès : 3,4 km
- le Cornus : 6,5 km